# Unalakleet (rivière)

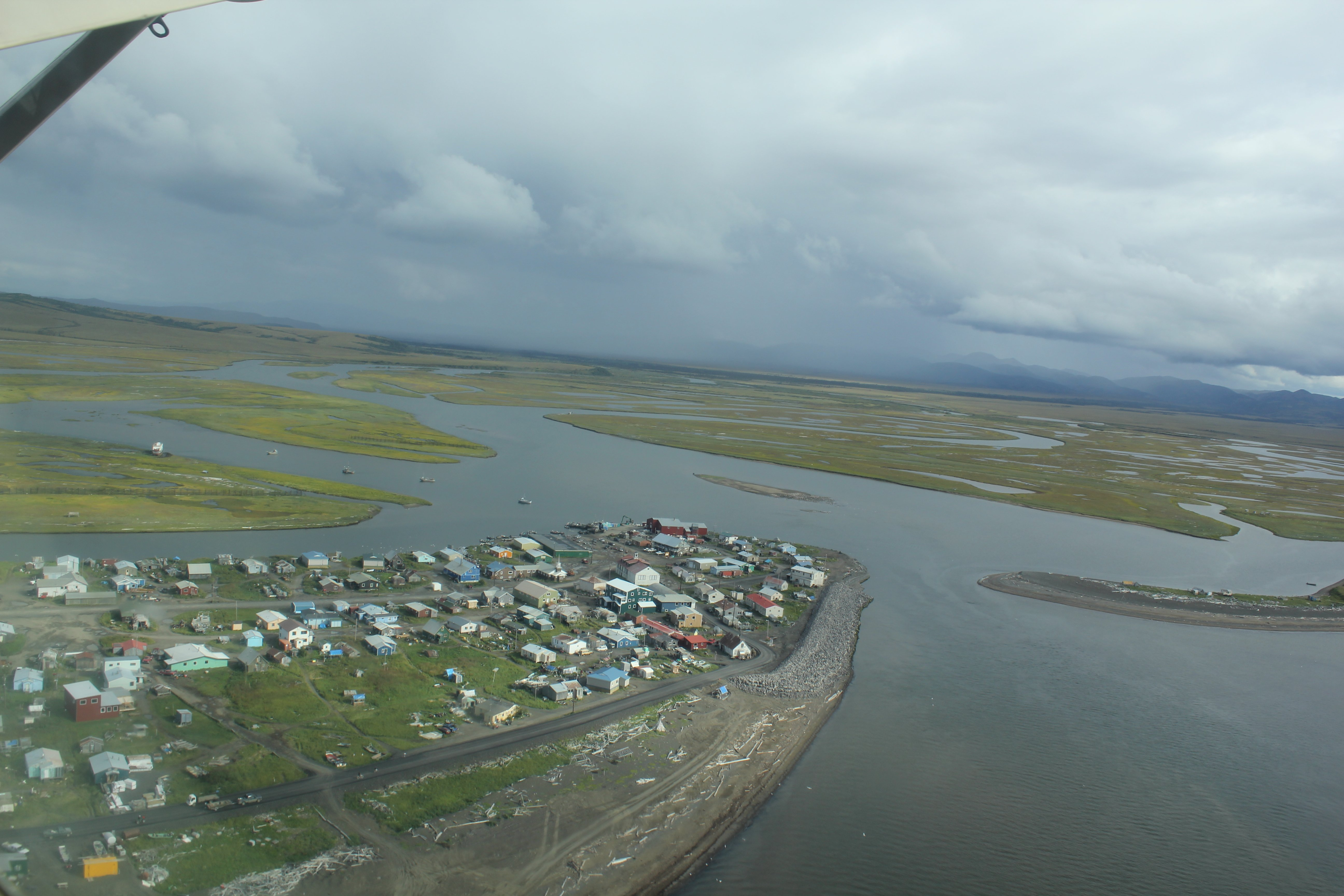
L'Unalakleet à Unalakleet.

La rivière Unalakleet est une rivière au nord-ouest de l'Alaska, aux États-Unis. Située dans la Région de recensement de Nome, elle est longue de 90 milles (145 km). Elle prend sa source dans les montagnes Kaltag et se jette dans le Norton Sound au niveau du village d'Unalakleet.

## Affluent
- North River – 60 miles (97 km)